# Parque Nacional Hkakaborazi
O Parque Nacional Hkakaborazi é um parque nacional no norte de Myanmar com uma área de 3812 quilómetros quadrados. Foi criado em 1998. Ele circunda a Hkakabo Razi, a montanha mais alta do país. A sua altitude varia de 900 a 5710 metros, compreendendo floresta perene e florestas decíduas mistas no município de Nogmung, estado de Kachin. É administrado pela Divisão de Conservação da Natureza e da Vida Selvagem. É contíguo ao Santuário de Vida Selvagem Bumhpa Bum e ao Santuário de Vida Selvagem do Vale Hukaung. Essas áreas protegidas, juntamente com o Santuário de Vida Selvagem Hponkanrazi, constituem a maior extensão contínua de floresta natural chamada de Complexo Florestal do Norte, que se estende por uma área de 30 105 quilómetros quadrados. O seu objectivo é conservar a biodiversidade das bacias dos rios Ayeyarwady e Chindwin.